# 楊維垣 (明朝)
杨维垣（？—1645年），字斗枢，彭城卫籍山东文登县（今属威海市）人，明朝政治人物。

## 生平
万历三十四年（1506年）丙午科順天鄉試第五十九名舉人，四十四年（1616年）丙辰科三甲一百六十二名进士，户部觀政，四十五年授行人司行人，天啓元年（1621年）选授云南道监察御史。天启间，力排东林党人。毅宗即位，身先弹劾阉党。升太常寺卿。崇祯元年（1628年），入魏忠賢逆案，謫戍淮安府。弘光元年（1645年），起为通政使。清军陷南京时，全家死节。

## 家族
曾祖杨鸾，户部主事；祖楊君璽，两淮運使；父楊從俭，廪生；本生父楊從書。